# Journey to Dawn
| Críticas profissionais | Críticas profissionais |
| Avaliações da crítica  | Avaliações da crítica  |
| Fonte                  | Avaliação              |
| ---------------------- | ---------------------- |
| Allmusic               | [ 1 ]                  |

Journey To Dawn é um álbum gravado em 1979 pelo cantor e compositor brasileiro Milton Nascimento, pela gravadora A&M Records. Esse trabalho é mais uma tentativa de difundir o músico mineiro no mercado dos Estados Unidos

## Faixas
Lado Um
1. Pablo II (Milton Nascimento / Ronaldo Bastos)
2. Pablo (Milton Nascimento / Ronaldo Bastos / Jim Price)
3. Pablo II (Milton Nascimento / Ronaldo Bastos)
4. Idolatrada (Milton Nascimento / Fernando Brant)
5. Unencounter (Cancao da America) (Milton Nascimento / Fernando Brant)
6. Maria Maria (Milton Nascimento / Fernando Brant)
7. Journey To Dawn (Milton Nascimento / Márcio Borges / Vrs. Gene Lees)

Lado Dois
1. O Cio da Terra (Milton Nascimento / Chico Buarque / Vrs. Jim Webb)
2. Paula e Bebeto (Milton Nascimento / Caetano Veloso)
3. Maria Três Filhos (Milton Nascimento / Fernando Brant)
4. Credo (Milton Nascimento / Fernando Brant)
5. A Louca (Milton Nascimento)

## Músicos
- Milton Nascimento - voz, violão, piano
- Nelson Angelo - guitarra, voz
- Hugo Fattoruso - piano,  teclados, voz
- Novelli - baixo, voz
- Robertinho Silva - bateria, voz
- Naná Vasconcellos - percussão, voz
- William Kurash - corda
- Gayle Levant - harpa
- Steve Madaio - trompete
- Chuck Findley - trompete, trombone
- Lon Price - saxofone tenor
- Jim Price - trombone, voz
- Adi Moenda - voz
- Bell Moenda -  voz
- Dina Moenda -  voz
- Lina Moenda -  voz
- Lô Borges - voz
- Oscar Castro-Neves - voz
- Beto Guedes - voz
- Maria Fattoruso - Voz